# Herbert Oakeley
Sir Herbert Stanley Oakeley (født 22. juli 1830 i Ealing, død 26. oktober 1903 i Eastbourne) var en engelsk orgelvirtuos og komponist. Han var Frederick Oakeleys nevø.
Oakeley bedrev universitetsstudier samt uddannede sig til musiker i Leipzig, Bonn og Dresden. Han var 1865-1891 professor i musik ved universitetet i Edinburgh, blev æresdoktor ved flere britiske universiteter og adlet 1876. Oakeley højede anseligt orgelspillets kunst i Skotland, stiftede studentersangforeninger samt komponerede orgel- og orkesterværker, kirkelige sangværker, viser, duetter, korsange for blandede stemmer, mandskvartetter med mere.